# 宮島小百合
宮島 小百合（みやじま さゆり、1996年10月3日 - ）は、日本の女優。KNORK（ノーク）所属。東京都 出身。ミスジェニック2020。「かかかぶぶぶききき!!!シアター」メンバー。

## 略歴
- 2013年7月　日テレジェニック候補生としてアイドルの穴に出演するも初回放送で脱落。
- 2014年7月、アクトアイドル「アリスインアリス[2]（二期）」加入発表。
- 2015年5月、バンタムクラスステージ「かべぎわのカレンダリオ」A公演「マレーネの晩秋」にて初ヒロイン。
- 2018年3月、殺陣パフォーマンスチーム「刀屋壱」に加入[3]。
- 2019年1月、マドモアゼルを退所したことを発表した[4]。以降、フリーランスとして活動していた。
- 2020年7月、ミスジェニック2020メンバーに選出された[5]（投票2位）[6]。
- 2021年10月、株式会社Knorkに所属、SAYURIとして「かかかぶぶぶききき!!!シアター」メンバーとなった[7]。

## 人物
- 出没地：らーめんのあるところ[1]
- 特技：ダンス・バレエ
- 愛称：さゆりん
- 好きなことば：「おやすみそらーめん」（自身が作成した造語、公式ブログのタイトルにも使用している）

## 出演

### 舞台
2012年
- アリスインプロジェクト「ラストホリデー〜終わらない歌〜」星組（2012年11月21日 - 25日、東長崎・てあとるらぽう） - 三日月ルビー/有森紅子 役

2013年
- アリスインプロジェクト「ラフィン〜笑いの免許証〜」月組（2013年1月29日 - 2月3日、池袋・シアターKASSAI） - 宝蔵院焔乃火 役
- アリスインプロジェクト「アリスインデッドリースクール オルタナティブ」風組（2013年3月20日 - 24日、品川・六行会ホール） - 猪狩薫 役
- アリスインプロジェクト「時空警察ヴェッカー1983」空組（2013年8月14日 - 18日、笹塚・笹塚ファクトリー） - ララ 役
- 「みみなりももなりの中目黒TV」（2013年10月22日 - 27日、中目黒・ウッディシアター中目黒）
- 万本桜企画「WHO IS SUNDAYMAN・GIRL」（2013年11月15日 - 17日、学芸大学・千本桜ホール）
- アリスインプロジェクト「デジタルホムンクルス」星組（2013年12月18日 - 23日、池袋・シアターKASSAI） - マドハタ 役

2014年
- アリスインプロジェクト「RIN-RIN-RIN〜ヒーローはいつも君のそばにいる〜」月組（2014年2月26日 - 3月2日、池袋・シアターKASSAI） -  ジャスティリン 役
- アリスインプロジェクト「コピーライト」月組（2014年5月28日 - 6月1日、池袋・シアターKASSAI） -  クラッカー 役
- アリスインプロジェクト「おうちに帰るまでが遠足です」（2014年7月13日 - 17日、池袋・シアターKASSAI） - 潤 役
- 劇団6番シード&バンタムクラスステージコラボ公演「夏のショートストーリーズ」（2014年8月20日 - 31日、池袋・シアターKASSAI）
  - Aコース「Re:」 - 由香 役
  - Bコース「わたしのラベル」 - オリビエ 役

- アリスインプロジェクト「ヨルハ」（2014年10月1日 - 5日、池袋・シアターKASSAI） - 二十一号 役
- 劇団6番シード「メイツ!」BLUEメイツバージョン（2014年10月29日 - 11月9日、池袋・シアターKASSAI） - ミズキ 役
- アリスインプロジェクト「セブンフレンズ セブンミニッツ」（2014年12月17日 - 21日、品川・六行会ホール） - 町田つむじ 役

2015年
- 劇団6番シード「ザ・ボイスアクター」アニメーション&オンライン（2015年4月15日 - 21日、西新宿・新宿村LIVE） - 瑞希亜美【少女メグラド】 役
- バンタムクラスステージ「かべぎわのカレンダリオ」（2015年5月14日 - 25日、池袋・シアターKASSAI） - マレーネ 役
- アリスインプロジェクト「ヨルハ Ver. 1.1 」（2015年5月29日・30日、西新宿・新宿村LIVE） -  日替わりゲスト：シード 役
- アリスインプロジェクト「魔銃ドナー」（2015年6月24日 - 7月5日、池袋・シアターKASSAI） - 吾妻レイカ 役
- DMF/ENG提携公演 「LASTSMILE ラストスマイル」（2015年7月22日 - 27日、池袋・シアターグリーン BIG TREE THEATER） - ミンシャー 役
- アリスインプロジェクト「アリスインデッドリースクール ビヨンド」（2015年8月15日・20日・21日、池袋・シアターKASSAI） - 日替わりゲスト：竹内珠子 役
- アリスインプロジェクト「新・戦国降臨ガール」（2015年10月21日 - 25日、新宿・全労済ホール スペース・ゼロ） - 片倉小十郎 役
- 企画演劇集団ボクラ団義「十七人の侍」（2015年11月20日 - 29日、CBGKシブゲキ!!） - ミスミ 役

2016年
- 劇団6番シード「メイツ!」（2016年1月27日 - 31日、新馬場・六行会ホール） - ミズキ 役
- バンタムクラスステージ「ルルドの森（平成28年版）」（2016年2月19日 - 28日、池袋・シアターKASSAI） - メイ 役
- ペイフォワードプロジェクト「ヨミガエラセ屋」（2016年3月30日 - 4月3日、新宿村LIVE） - 鈴虫心音 役
- シザーブリッツ「ポセイドンの孫とYシャツと私」（2016年4月26日 - 5月1日、上野ストアハウス） - 赤井翔子 役
- 劇団ドリームプリンセス「ミエタミエナイセカイ」（2016年6月1日 - 5日、新宿村LIVE）
- UDA☆MAP「ヅカヅカ☆ルネッサンス」（2016年7月6日 - 11日、池袋・シアターKASSAI） - ペソソ 役
- DMF/ENG「SLeeVe-RefRain〜スリーヴ・リフレイン」（2016年8月17日 - 22日、六行会ホール） - ヒロイン：上良雪 役
- バンタムクラスステージ「THE SHORT CUTs SEVEN」（2016年9月10日 - 19日、高円寺・アトリエファンファーレ）
  - A１「わたしのラベル（再）」 - オリビエ 役
  - B１「ホーンテッド・ガール」 - リンダ 役

- X-QUEST「最終兵器ピノキオ、その罪と罰」（2016年10月6日 - 10日、新宿・シアターサンモール） - シンデレラ 役
- 企画演劇集団ボクラ団義「今だけが 戻らない」（2016年11月16日 - 23日、渋谷・CBGKシブゲキ!!） - 伊丹千登世 役

2017年
- X-QUEST「ファントム・ビー」（2017年2月24日 - 3月5日、下北沢駅前劇場） - アサヒ 役
- シザーブリッツ「乱歩奇譚 Game of Laplace」（2017年4月12日 - 16日、新宿・シアターサンモール） - ウツミ 役
- Southern’X「星空ハーモニー」（2017年4月22日、渋谷・CBGKシブゲキ!!） - 日替わりゲスト：流星光 役
- 小川細川企画「市と惣左の恋ひ慕ふ」（2017年5月10日 - 14日、西荻窪・遊空間がざびぃ） -  主演：お佳し 役
- 「劇団ムートン伊藤一座〜ネタと芝居と企画編〜」（2017年6月2日、新宿・角座） - 野々宮しおん 役
- OIL AGE OSAKA+TOKYO「ペーパーカンパニーゴーストカンパニー」 - 田村亜音 役
  - 東京公演（2017年6月14日 - 18日、池袋・シアターKASSAI）
  - 大阪公演（2017年6月21日 - 25日、大阪・芸術創造館）

- STELLA WORKS「花魁の首」（2017年7月12日- 17日、新宿村LIVE） - 躁姫 役
- なんかやる制作委員会「空想ペルクライム / Les Nankayaru」（2017年8月24日 - 27日、中目黒キンケロシアター） - 宮園早織 役
- ポップンマッシュルームチキン野郎「仏の顔も三度までと言いますが、それはあくまで仏の場合ですので」（2017年10月4日 - 15日、池袋・シアターKASSAI）
  - 「仏の顔も三度までと言いますが、それはあくまで仏の場合ですので 鰹」 - 栗山ミチル 役
  - 「仏の顔も三度までと言いますが、それはあくまで仏の場合ですので 栄螺」 - 絵里 役

- アリスインプロジェクト「スーパーマンガ大戦 オルタナティブ」（2017年11月8日 - 10日・16日 - 18日、新宿・コフレリオシアター） - 日替わりゲスト ホーリー 役
- 劇団6番シード「D・ミリガンの客」（2017年11月29日、池袋・シアターKASSAI） - 日替わりゲスト 郵便屋 役

2018年
- 劇団ソコソコ「さいしゅうごう」（2018年1月13日、赤坂・CHANCE シアター）
- 放課後ビアタイム「余寒見舞い申し上げます。」（2018年3月10日、十条・スタジオトルク） - 日替わりゲスト サツキ 役
- 鯛プロジェクト「愛なき世界のスイート・ツイート」（2018年5月2日 - 6日、新宿・シアターブラッツ）
- 劇団6番シード「TRUSH！」（2018年5月30日 - 6月3日、六行会ホール） - ヒロイン クリケット 役
- 劇団東京都鈴木区「魂殻少女〜こんがらガール〜」（2018年8月21日 - 26日、中野・スタジオあくとれ） - 葵ナツメ 役
- 放課後ビアタイム「余寒見舞い申し上げました。」（2018年9月9日、池袋・Cafe&Bar木星劇場）
- 劇団東京都鈴木区×シザーブリッツ「翔べ!スペースノイド」Bチーム（2018年10月11日 - 14日、上野ストアハウス） - ヒマリ 役
- 蜂巣和紀単独コントイベント「蜂巣祭〜2018秋の陣〜」（2018年11月24日 - 25日、大塚ドリームシアター） - さかなサン 役
- バンタムクラスステージ「crossing,Christmas,clearance.完全版」（2018年 12月21日 - 25日、新宿村LIVE） - 人魚姫 ジェシカ 役

2019年
- 蜂巣和紀単独コントイベント「蜂巣祭〜2019冬の陣〜」（2019年1月25日 - 27日、ステージカフェ下北沢亭） - 萌姫 役
- 小川細川企画「くるおしき綾、絢爛なれ」（2019年2月28日 - 3月3日、シアターKASSAI） - お佳し 役
- 劇団6番シード「未来切符〜ミライとカコの6つの物語〜」 - カコ編：ティモ 役、ミライ編：前島流瀬 役
  - 東京公演（2019年5月1日 - 6日、下北沢・Geki地下Liberty）
  - 滋賀公演（2019年5月10日 - 12日、滋賀里劇場）

- ナナシノ() 「『祭典』〜オリンピック史上最も有名な一枚〜」（2019年6月12日 - 23日、下落合・シアター風姿花伝）
- 爆走おとな小学生「ミーンナジブンガカワユス」（2019年7月23日 - 28日、中野・劇場MOMO） - 伊良部リロ 役
- 舞台「暗転エピローグ」〜高校演劇プロジェクト〜（2019年8月15日 - 18日、中目黒・キンケロシアター） - 三島由紀穂 役
- img「もともと特別」 - 草香ゆき 役
  - 東京公演（2019年9月25日 - 29日、中野・テアトルBONBON）
  - 大阪公演（2019年10月4日 - 6日、大阪市立芸術創造館）

- 放課後ビアタイム『渋柿食べちゃいました。』「がらくた」（2019年10月11日 - 13日、ステージカフェ下北沢亭） - 日替りキャスト ライム 役
- 蜂巣和紀単独コントイベント『蜂巣祭〜2019秋の陣〜』「テッペン越えのサンドリヨン」（2019年10月18日 - 20日、ステージカフェ下北沢亭） - ドリゼラ 役
- Bobjack Theater「ノッキン オン ヘブンズ ドア」Bチーム（2019年11月14日 - 24日、上野ストアハウス） - 須磨今日子 役

2020年
- カガミ想馬プロデュース『熱海殺人事件』「水野朋子物語」（2020年1月31日 - 2月8日、キーノートシアター） - 水野朋子 役
- 劇団さかなふぃっしゅ「朗読001 アンドロイドは、人間に恋をするか？」（2020年7月12日、西荻窪・遊空間がざびぃ）
- キ上の空論「脳ミソぐちゃぐちゃの、あわわわーで、褐色の汁が垂れる。」（2020年9月17日 - 27日、三軒茶屋・シアタートラム）
- DMF/ENG「ハイドクナイフ」（2020年10月7日 - 11日、六行会ホール） - 太白甕 役

2021年
- キ上の空論「ピーチオンザビーチノーエスケープ」（2021年2月7日 - 14日、新宿・シアターサンモール）
- ぽりこぴー『Travel×Trip×Tour』「tour one's memories」（2021年4月29日 - 5月1日、本所松坂亭劇場）
- ソフトボイルド「ミッション・イン東京物語」（2021年6月23日 - 27日、CBGKシブゲキ!!） - 財前彩子 役
- πTOKYOプロデュース『朝の朗読劇「恋はテンポよく」7月公演』Aチーム（2021年7月14日 - 24日、赤坂・πTOKYO）
- 蜂巣和紀単独コントイベント『蜂巣祭〜2021夏の陣〜』「テッペン越えのサンドリヨン」（2021年10月8日 - 10日、ステージカフェ下北沢亭） - ドリゼラ 役
- OG-3works「隠密お麟に出来ぬ事なし。」（2021年12月9日 - 13日、池袋・シアターKASSAI） - お佳し 役

2023年
- 劇団6番シード「屋根裏のバーニャカウダー」（2023年10月26日、新宿シアタートップス） - 日替わりゲスト

2024年
- Studio K'z×カラスカ「ネーチャンズ☆2024」（2024年6月20日、池袋・シアターKASSAI） - 日替わりゲスト 槇原千明 役

### 映画
- 「表と裏[51]」（2015年3月、監督：藤原健一） - 平沼綾乃 役
- 「ボクはボク、クジラはクジラで、泳いでいる。[52]」（2018年11月、監督：藤原知之）
- 劇団6番シード×ProjectYamaken「ディープロジック」（2020年1月、監督：山岸謙太郎） - アタッカーズ Lily 役
  - 「Dプロジェクト」クリュウ編・シーナ編（2018年3月、監督：山岸謙太郎）
- 「BLOOD-CLUB DOLLS 2[53]」（2020年7月、監督：奥秀太郎） - コンパニオン 役

### 配信
- 刀屋壱『ハリウッドフリンジ演劇祭 (en:Hollywood Fringe Festival) 2021』「時空武伝」（2021年8月22日） - 服部瀬名 役[54]

### TV
- 日本テレビ「アイドルの穴〜日テレジェニックを探せ!〜」（2013年7月） - 日テレジェニック2013候補生 No.88
- フジテレビ『ドラマミステリーズ〜カリスマ書店員が選ぶ珠玉の一冊〜』「恋煩い」（2017年4月） - 友達 役[55]
- テレビ東京「ソレダメ!〜あなたの常識は非常識!?〜」（2017年9月27日）
- フジテレビ「痛快TV スカッとジャパン」「化粧水持ち帰り母ちゃん」（2018年6月4日） - 店員 役[56]

### MV
- MARINA NEO
  - ’恋と盲目' Love and Blind（2020年4月）[57]
  - ドロみ(DOROMI)（2021年5月）[58]

## 作品

### 配信
- アリスインプロジェクト『ハリウッドフリンジ演劇祭 (en:Hollywood Fringe Festival) 2021』「HANABI」（2021年8月22日） - 脚本・演出・振付[59]

## ユニット活動
- アクトアイドル「アリスインアリス（二期）」（2014年7月 - 2016年11月） - アリスインアリスの項を参照のこと
  - ケチャマヨ（花梨、宮島小百合）（2015年2月 - 3月） - アリスインアリス内ユニット。2015年2月9日めいどりーみん池袋店で開催された「えびすま喫茶」にて初ライブ。ユニット名はケチャップとマヨネーズに由来する。別名「めだかとかっぱ」。
- 殺陣パフォーマンスチーム「刀屋壱」（2018年3月 - ）[60]
- 紅桜（2021年8月 - ） - 野中美智子と組んだお笑いコンビ。NTV「女芸人No.1決定戦 THE W 2021」に出場。

## ディスコグラフィ

### キャラクターソング
| 発売日         | 商品名     | 歌                                                                                             | 楽曲           | 備考                               |
| 2017年         | 2017年     | 2017年                                                                                         | 2017年         | 2017年                             |
| -------------- | ---------- | ---------------------------------------------------------------------------------------------- | -------------- | ---------------------------------- |
| 2019年10月14日 | 違う明日へ | いちか（会沢紗弥）、にな（野口真緒）、さんちゃん（宮島小百合）、しー（生田善子）、ふぁい（楓） | 「違う明日へ」 | 舞台『暗転エピローグ』テーマソング |